# Karin Arosenius
Karin Magdalena Arosenius, född den 29 juli 1851 i Norrköping, död 3 april 1932 i Folkärna, Kopparbergs län, var en svensk skulptör. 
Arosenius var dotter till fabrikören Johan Arosenius, textilfabrikör i Norrköping.  
Karin Arosenius utbildade sig vid Slöjdskolan i Stockholm (nuvarande Konstfack), vid Kungliga Konstakademien i Stockholm 1870–1874 samt i Köpenhamn, Rom och Paris.
Karin Arosenius var den första kvinnan någonsin att få inträde i bildhuggarklassen vid Kungliga Konstakademien i Stockholm. Hon följdes av Ida Ericsson-Mollard 1872 och 1881 av Carolina Benedicks-Bruce. 
I början av 1890-talet befann hon sig i Paris och konstnärskolonin Grez-sur-Loing där hon åren 1891 och 1892 umgicks med konstnärerna Carolina Benedicks-Bruce, William Blair Bruce, Emma Löwstedt-Chadwick, Francis Brooks Chadwick, Carl Trägårdh, Justus Lundergård, Gottfrid Kallstenius och Gerda Roosval. Arosenius hade även varit i Grez år 1884 under konstnärskolonis glansdagar.
Med porträttbyster och statyetter med genremotiv deltog hon i salongerna 1885, 1886 och 1888. År 1888 vann hon också Hedersomnämnande. Hon deltog på Världsutställningen i Paris 1889 och även i utställningar i Sverige. Bland hennes verk finns  “Fiskargosse” från 1881 och “Badande flickor” från 1883 med flera.
Hon ligger begravd på Gamla kyrkogården i Uppsala och skulpturen i form av en slumrande pojke ovanpå gravstenen är utförd av henne själv.
Med åren ska hon lidit av sjukdom och omyndigförklarades 1903. När hon avled var hon folkbokförd som ogift i Lund i Folkärna, Avesta kommun.   